# Göröntsér Lajos
Göröntsér Lajos, született Greff Lajos (Budapest, 1888. április 3. – Budapest, 1976. március 27.) magyar ötvös, érem- és szobrászművész.

## Élete
Mátrai Lajos tanítványa volt az Iparművészeti Iskolában, majd Itáliába és Ausztriába ment tanulmányútra. Részt vett Reményi Józseffel Erzsébet királyné budapesti emlékműve 1913. évi pályázatán. A pályaművet az egyik 3000 koronás díjjal jutalmazták.
1910–1911-ben több ízben iparművészeti pályázaton nyert kisebb díjakat. A Képzőművészeti Társulat kiállításain következő műveivel vett részt:
- 1911. tavaszi kiállítás: Isa pur es chomur wogmuc, plakett. — Könyvillusztráczió, rajz.
- 1912. márciusi kiállítás: Ének Pannónia megvételéről, I—X. kép, grafika. — Könyvillusztráció, grafika.
- 1913. tavaszi kiállítás: Győzelem, a Nemzeti Sport Club plakettje. — Tanulmány, temperafestmény. — Danaidák, temperafestmény.
- 1914. tavaszi kiállítás: Síremlék vázlat, rajz.

1922-ben a Hadtörténelmi Múzeum elismerő díszoklevéllel, 1933-ban a budapesti Műszaki Emlékmű pályázatán második díjjal jutalmazták munkásságát. 1935-ben gyűjteményes kiállítása nyílt a Fränkel Szalonban.
1976-ban hunyt el 87 éves korában. A Farkasréti temetőben helyezték örök nyugalomra.